# El catador de vinagre
El catador de vinagre es el nombre del tercer disco del grupo Koma, lanzado en 1999.

## Canciones
1. Sé dónde vives
2. El catador de vinagre
3. Destalentao
4. Vaya carrera que llevas chaval
5. De cuerpo presente
6. Mejor me callo
7. Medicina pa los nervios
8. Suda sangre
9. Deprimido singular
10. La peste
11. Bienvenidos a degüelto

## Colaboraciones
- Gorka, Mikel y Albaro (Idi Bihotz) coros en Mejor me callo.
- Miguel Aizpún teclados en Bienvenidos a Degüelto.
- Aitor (Peliglobo), Alfredo G., Sergio D.A., Félix y Oscar M. metales en Bienvenidos a Degüelto.
- Oki y Willy (Arawak) coros en Bienvenidos a Degüelto.
- Juan Carlos Aizpún y Brígido Duque, txalaparta en Sé donde vives.

- Datos: Q5824270